# Giancarlo De Sisti
Giancarlo De Sisti (født 13. marts 1943 i Rom, Italien) er en italiensk tidligere fodboldspiller (midtbane) og -træner.
De Sisti blev europamester med Italiens landshold ved EM 1968 på hjemmebane, og spillede én af italiernes tre kampe i turneringen. I alt nåede han at spille 29 kampe for landsholdet, og han deltog også ved VM 1970 i Mexico.
På klubplan repræsenterede De Sisti i 10 år AS Roma i sin hjemby, og havde desuden et ni år langt ophold hos Fiorentina. Han vandt pokalturneringen Coppa Italia med begge klubber, mens det med Fiorentina også blev til et italiensk mesterskab, i 1969.